# Europese weg 331
De Europese weg 331 of E331 is een weg die uitsluitend door Duitsland loopt.
De weg begint in Dortmund en eindigt in Kassel. De weg loopt volledig over de A44